# Параскева Топловська
Параскева Топловська (1849 , Московська область  — 3 грудня 1928 , Топловський Свято-Троїце Параскевський монастир, Кримська АРСР ) — преподобна, православна свята, ігуменя Топловського жіночого монастиря (1849—1928).

## Біографія
Преподобна Параскева (у миру Ольга Іванівна Родимцева) народилася в Московській губернії в слободі Садова в 1849 році. Після закінчення Московського міщанського училища вступила до московського Пристрасного монастиря, де в 1874 році була пострижена в рясофор з ім'ям В'ячеслава. У 1875 році, коли ігуменя Пристрасного монастиря Валерія отримала благословення перейти в Топловський монастир Таврійської єпархії, розташований у лісовій місцевості між містами Білогірськом та Старим Кримом, вона вирішила взяти з собою черницю В'ячеславу. І незабаром її було призначено секретарем монастирської ради, а пізніше — скарбницею.
16 липня 1889 року єпископ Таврійський Мартініан (Муратовський), постриг черницю В'ячеславу в мантію з назвою імені на честь преподобномучениці Параскеви. У грудні того ж року призначив її настоятелькою монастиря, а 26 липня 1890 року, у день пам'яті преподобномучениці Параскеви, звів у сан ігумені.
13 липня 1928 року Президія КримЦВКа винесла постанову про закриття монастиря. Ігуменя Параскева і черниці обителі продовжували робити все можливе, чинячи опір переважаючій силі державного атеїзму. У своєму заповіті ігуменя писала: «Не сумуйте, рідні мої сестри, про мене, вашу стару матір, міцно про Господа вас люблячої. Моліться за мене церковною і келійною молитвою, любіть беззавітно набагато більше за своє життя святу обитель і живіть згідно з чернечими обітницями. Все це, тобто, святі ваші молитви, ваша міцна любов до святої обителі і подвижницьке ваше життя, послужить мені виправданням перед Господом, окрилить мою душу і наблизить до Сіонської гори і до граду Живого Бога, Єрусалиму Небесного» (Євр. 12:22).
У неділю, 3 грудня 1928 року з ігуменею Параскєвою стався параліч серця.

## Канонізація
Рішення про зарахування до лику святих ігуменя Свято-Параскевіївського Топловського монастиря Параскеви Родимцевої було прийнято Священним Синодом УПЦ 25 березня 2009 року. 11 липня 2010 року відбулося прославлення її у лику святих.